# Intel Mobile Celeron
Als Intel Mobile Celeron vermarktete Intel erste Mobilprozessoren für das preisbewusste Marktsegment, bevor man den Marketingnamen auf Intel Celeron M änderte.

## Technisches

### Northwood-256
- L1-Cache: 8 KiB (Daten) + 12.000 µOps (Instruktionen)
- L2-Cache: 256 KiB mit Prozessortakt
- MMX, SSE, SSE2

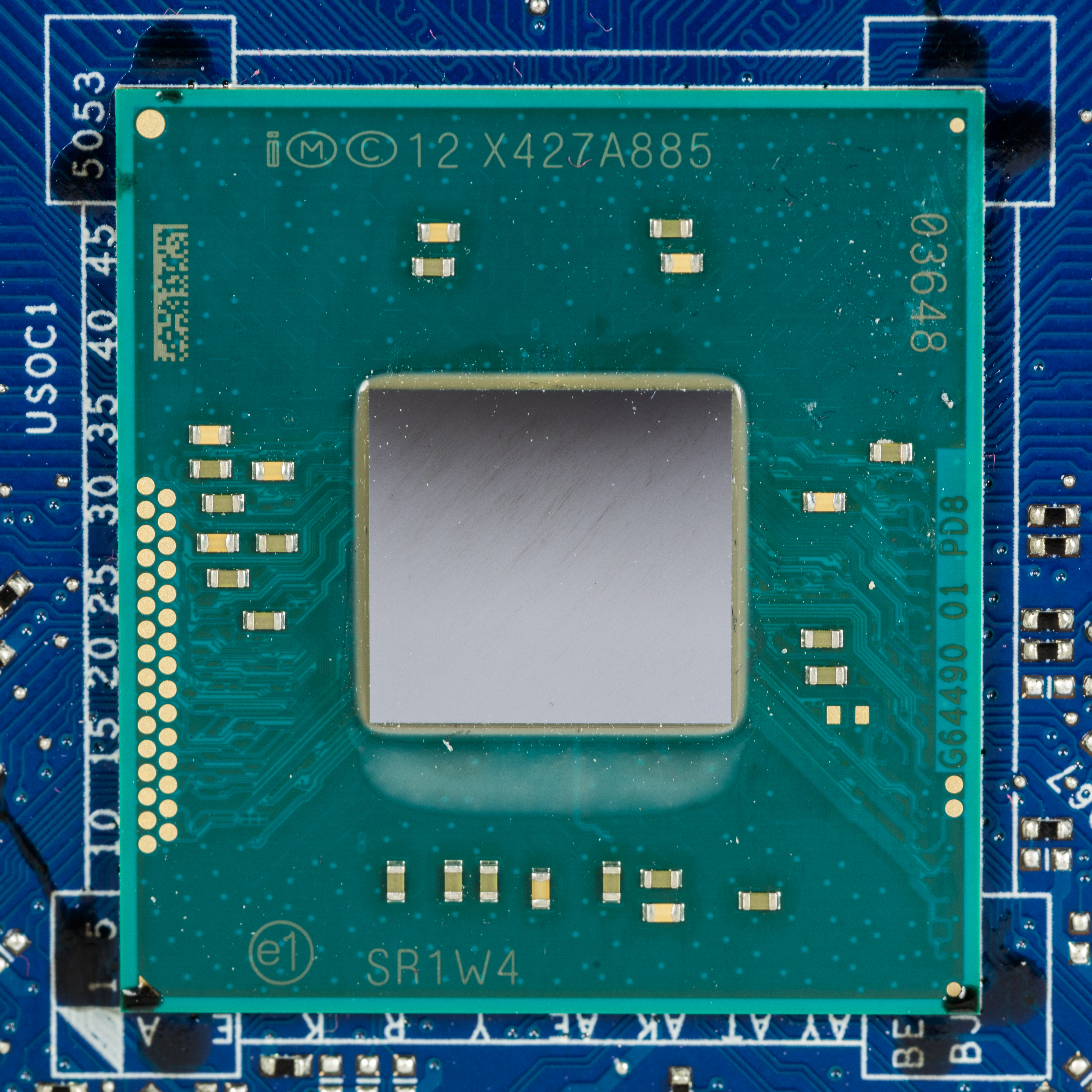
Intel Mobile Celeron N2830

- Intel Mobile Celeron N2830 Sockel 478, AGTL+ mit 100 MHz (quadpumped, FSB400)
- Verlustleistung (TDP):
- Erscheinungsdatum: 2002
- Fertigungstechnik: 130 nm
- Die-Größe: 131 mm² bei 125 Millionen Transistoren
- Taktraten:
  - 1,7 GHz
  - 1,8 GHz
  - 2,0 GHz
  - 2,2 GHz
  - 2,4 GHz
  - 2,5 GHz